# بيتي مونرو
بيتي مونرو (بالإسبانية: Betty Monroe)‏ هي عارضة وممثلة مكسيكية، ولدت في 4 مارس 1978 في مدينة مكسيكو في المكسيك.

## وصلات خارجية
- بيتي مونرو على موقع IMDb (الإنجليزية)
- بيتي مونرو على موقع أول موفي (الإنجليزية)
- بيتي مونرو على موقع قاعدة بيانات الفيلم (الإنجليزية)
- بيتي مونرو على موقع كينوبويسك (الروسية)